# Balch Springs (Teksas)
Balch Springs je grad u američkoj saveznoj državi Teksas. Prema popisu stanovništva iz 2010. u njemu je živjelo 23.728 stanovnika.